# Marcelo Abrileri
Marcelo Abrileri (nascido em 27 de fevereiro de 1965) é empresário brasileiro voltado à área de Tecnologia da Informação e Internet. Foi fundador de um dos primeiros provedores de acesso à Internet no Brasil, a Alphanet, em 1995. É fundador e presidente da empresa Curriculum Tecnologia, responsável pela criação do site Curriculum.com.br, fundado em 1999, voltado aos segmentos de recolocação profissional e recrutamento e seleção. Atualmente, além da Curriculum, lidera um grupo de empresas coligadas atuantes nas áreas de marketing digital e entretenimento na web.

## Carreira
Iniciou sua carreira dedicando-se a estudos religiosos, relacionando religião a outras áreas, tais como história e ciências em geral. Não teve formação acadêmica formal, tornando-se autodidata em áreas como desenho mecânico e eletrônica. Também se dedicou a estudos em áreas como matemática, física e filosofia.
Anteriormente ao advento da Internet no Brasil, Abrileri realizou empreendimentos em várias áreas, fundando e atuando na liderança de suas empresas. Iniciou sua atuação na área de tecnologia com a fundação de um dos primeiros provedores de acesso à Internet no Brasil, a Alphanet, em 1995. Tratava-se de um BBS - Bulletin Board System - e provedor de acesso à Internet, sendo uma das primeiras empresas a fornecer este serviço no Brasil. Desta forma, assumiu papel de destaque no cenário daquele momento. Posteriormente a empresa foi vendida para o portal ZAZ, que pouco mais tarde originaria o atual portal Terra. 
Posteriormente, fundou e liderou a Tecnonet Tecnologia, especializada no desenvolvimento de projetos de Internet, onde desenvolveu mais de 580 projetos de Internet para empresas como Tok&Stock, Mallory, Mesbla, Mappin, C&A e Brinks, dentre outras. 
Em conjunto com a equipe da Tecnonet, fundou em 1999 a empresa Curriculum Tecnologia e é um dos principais responsáveis pela criação e implantação do site brasileiro Curriculum.com.br, dedicado a fornecer serviços para empresas em busca de candidatos para suas vagas e candidatos em busca de empregos. 
Em 2005 Abrileri passou a oferecer o modelo de negócio baseado na gratuidade no segmento de Recrutamento e Recolocação Online, além de ampliar a oferta de serviços para os segmentos de recrutamento e seleção online, criando sistemas como gerenciadores de processos seletivos e um mecanismo de busca interno, similar aos buscadores web, para a localização de currículos e vagas através de um campo de busca único.
Com mais de 16 anos de vivência no mercado, durante os quais estruturou o sistema da Curriculum.com.br e atuou no auxílio à recolocação de profissionais, bem como em processos de seleção de candidatos por empresas de diversos segmentos e portes, Abrileri tornou-se consultor de carreira com foco em Recrutamento e Recolocação Online. 
Desenvolvendo continuamente atividades nestes segmentos, em 2009, Abrileri também liderou a realização da primeira feira virtual voltada à seleção de trainees e estagiários na América Latina, chamada Curriculum netWORKS. Foi a primeira feita virtual em 3D no Brasil, com empresas nacionais e multinacionais ofertando oportunidades de carreira para o público de universitários e recém-formados. 
Atualmente na liderança de outros projetos, Abrileri também foi responsável pelo lançamento, em 2002, de outro site que atingiu notoriedade na Internet no Brasil, o AmigoSecreto.com.br, destinado a auxiliar seus usuários na realização do tradicional “amigo secreto” durante os finais de ano. Em dezembro de 2010, o site registrou 5,6 milhões de visitas, com 864 mil usuários cadastrados até o fim do período. Diante destes números, Abrileri lançou posteriormente o site AmigodePascoa.com.br, também com a mesma proposta, porém voltado à ocasião da Páscoa e a troca de presentes neste período. 
Acumulando experiência e conhecimento em marketing na Internet ao longo destes projetos, ainda em 2010 Abrileri, juntamente com seus sócios no site Curriculum.com.br, funda o MOL, agência de marketing online . Abrileri também atuou como palestrante em eventos relacionados a marketing digital.
Em 2014, concebeu e lançou o Curriculum Chat, o primeiro chat em sites de emprego no mundo, possibilitando o contato em tempo real entre empresas e candidatos por meio de mensagens instantâneas. Em 2015 lança o aplicativo CurriculumApp, que torna possível a utilização do chat por meio de aparelhos móveis como celulares e tablets, dentre outras funcionalidades para apoiar candidatos e empresas nos processos seletivos.
Em 2016, Abrileri implantou novos projetos de recrutamento online, criando portais especialmente personalizados para profissionais e empresas contratantes nos segmentos de tecnologia da informação (TalenTI), alimentos (FoodJobs) e vendas (Vendedor10), além de uma parceria com o projeto Reserva Ativa, voltado à recolocação de militares da reserva. No mesmo ano, lançou uma tecnologia que torna possível aos candidatos cadastrarem seus currículos e se candidatarem a vagas apenas apontando seus celulares a um QRCode divulgado em placas nos estabelecimentos contratantes, por meio do aplicativo no celular. Também lançou o Portfólio Profissional, uma tecnologia para o candidato divulgar seu currículo num site independente, em endereço personalizado pelo próprio profissional, com diversos modelos de currículos e portfólios para divulgação profissional. 
Atuando em projetos de varejo, em 2017 Abrileri lançou a HotFriday, data promocional realizada após os grandes movimentos de vendas do calendário comercial brasileiro, para reunir num só site as ofertas de varejistas de todo o país em ações de liquidação de estoque já habituais em diversas épocas do calendário comercial brasileiro. 
Abrileri é também fundador da Eniwine, uma plataforma de vinhos online que introduziu conceitos inovadores no mercado de vinhos. A Eniwine integra diversos serviços para os apreciadores de vinho, oferecendo centenas de rótulos sem a necessidade de manter estoque físico. Além disso, criou um clube de vinhos que apresenta um modelo de negócio inspirado em empresas consolidadas de outros setores, como Uber, AirBnB e Alibaba.
Ainda pela Eniwine, lançou o Digital Sommelier, o primeiro serviço de Inteligência Artificial voltado ao mundo do vinho. Essa IA avalia todos os vinhos consumidos pelo usuário e cria o Enoperfil, um perfil de gosto para vinho. Com base nesse perfil, a IA pode prever as notas que o usuário provavelmente dará a vinhos que ainda não experimentou, ajudando-o a evitar vinhos que provavelmente não irá gostar e recomendando aqueles que têm maior chance de agradá-lo.
O início de 2023, pela Curriculum, Abrileri inovou com o Programa Curriculum Emprega, um novo serviço para profissionais em busca de emprego. O programa oferece todos os serviços de candidatos da Curriculum, permitindo o pagamento apenas após a recolocação do profissional, criando um serviço inédito no mercado de Recolocação Profissional. Além disso, o serviço é oferecido às empresas como Outplacement, permitindo que presenteiem colaboradores em fase de demissão. Tradicionalmente, o serviço de Outplacement era destinado a funcionários de alto escalão, mas com o Programa Curriculum Emprega, tornou-se acessível a todos os funcionários, independentemente do nível hierárquico.
No final de 2023, pela Curriculum, Abrileri lançou o Golden Match, uma forma revolucionária de contratação. O Golden Match utiliza uma variedade de ferramentas geridas por uma IA (Inteligência Artificial) que conduz todo o processo seletivo. A IA administra centenas de candidatos, analisando aspectos como a qualidade do currículo, aderência aos requisitos da vaga, grau de interesse, valores, fit cultural, características, perfil comportamental, competências, adequação ao nível hierárquico, conhecimentos específicos do cargo, tempo de locomoção, disponibilidade para início, dentre outros. Cada um desses aspectos é pontuado, criando a pontuação de cada candidato e resultando por fim, em uma lista que prioriza automaticamente os candidatos mais alinhados com os requisitos da vaga.
Abrileri é membro da Mensa, sociedade internacionalmente reconhecida formada por pessoas de alto QI

## Prêmios
Frente ao desenvolvimento de seus negócios, Abrileri foi reconhecido e premiado por diversas instituições, dentre elas a ADVB - Associação dos Dirigentes de Vendas e Marketing do Brasil com o Top de Marketing e Top de RH em 2007, a iBest com o Prêmio iBest, vencedor por voto popular como o melhor site de Serviços ao Cidadão em 2008. 